# Pedrajas de San Esteban
Pedrajas de San Esteban es un municipio y localidad española de la provincia de Valladolid, en la comunidad autónoma de Castilla y León. Pedrajas es conocido por ser el primer municipio productor de piñón de España.[cita requerida]

## Geografía
Pedrajas de San Esteban se localiza en el extremo suroriental de la provincia de Valladolid, limitando por el sur con la provincia de Segovia. Pertenece a la comarca de Tierra de Pinares. Su término municipal limita con los de Íscar, Megeces, Alcazarén, Olmedo y Villaverde de Íscar.
Al norte del núcleo urbano se localizan los campos de cultivos y las eras (explanadas donde se realiza la trilla del cereal y el secado de las piñas), y los páramos calizos. Al sur se encuentran los pinares donde predomina el pino albar o piñonero y el pino negral.
A Pedrajas se accede desde Alcazarén y Valladolid por la VP-1104, desde Villaverde de Íscar, Coca y Segovia por la VP-1104, desde Íscar y Cuéllar por la CL-602 y desde Olmedo, Medina del Campo y Madrid por la CL-602. Los pedrajeros reivindican la construcción de la variante CL-602 que desviaría también el tráfico de la VP-1104 en el tramo dirección a Alcazarén.
| Noroeste: Alcazarén       | Norte: Alcazarén y Megeces | Noreste: Megeces y Íscar             |
| Oeste: Olmedo             |                            | Este: Íscar                          |
| Suroeste Olmedo y Aguasal | Sur: Villaverde de Íscar   | Sureste: Villaverde de Íscar y Íscar |

## Historia

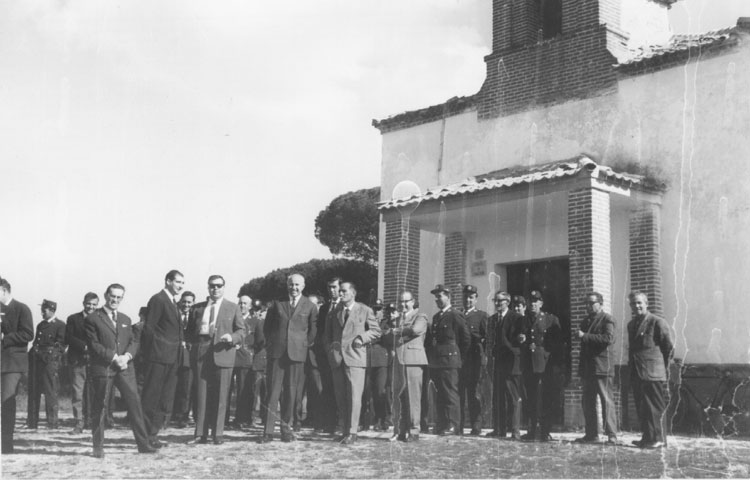
Reunión de ingenieros y guardas forestales junto a la ermita de Sacedón, fecha desconocida.

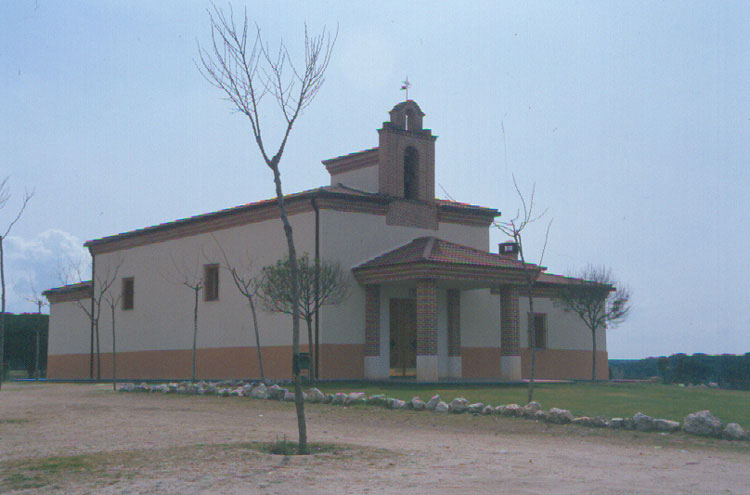
Diapositiva de la ermita de Sacedón, fecha desconocida.

El entorno de Pedrajas se considera poblado desde la época prerromana por los vacceos, considerados autóctonos de estas tierras. De la época romana se han hallado restos arqueológicos en las inmediaciones del casco urbano, posiblemente de alguna villa de la que se han rescatado ciertos objetos y enseres que se encuentran en el Museo Arqueológico de Valladolid y de Tarragona.
Durante el dominio romano y, más tarde, en la época visigoda, Pedrajas se encontraba en medio de la ruta que unía dos núcleos importantes: Septimanca (Simancas) y Cauca (Coca). Esta circunstancia junto con la abundancia de pastos y aguas contribuyó a que existieran diversos asentamientos en toda la zona.
Pedrajas de San Esteban, el núcleo actual, surge como resultado de las repoblaciones de las campiñas de la zona sur del Duero, tras la reconquista de estas durante el siglo XI. Las Pedraxas era una de las aldeas pertenecientes a la Villa y Tierra de Íscar, villa de la que dependía política y económicamente.

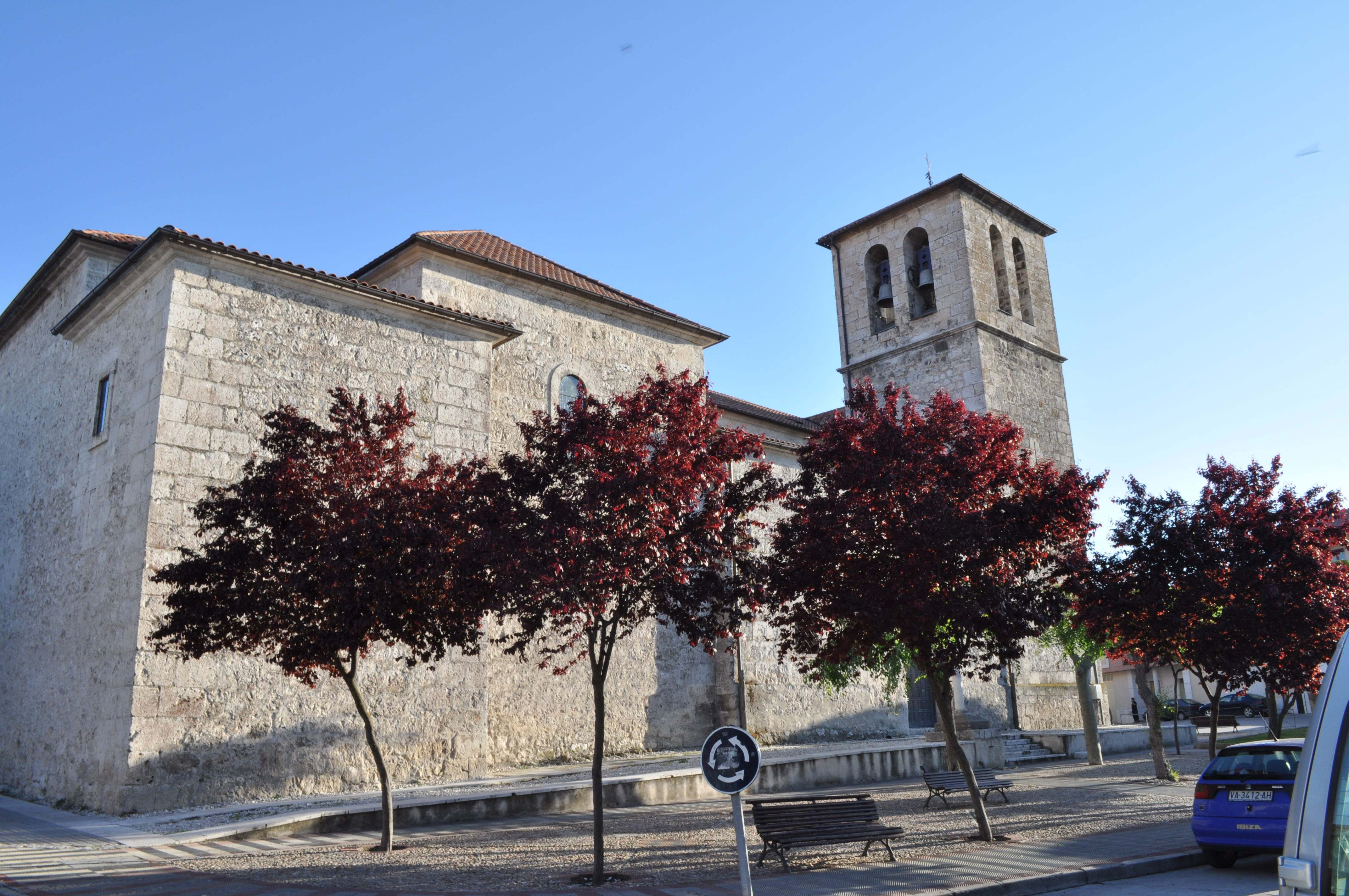
Iglesia de San Esteban, imagen del año 2011.

En torno a su iglesia de San Esteban Protomártir, situada sobre un montículo se fue desarrollando el municipio, dedicándose sus gentes a la agricultura y ganadería y a la explotación de los recursos naturales como la madera y la resina de los pinos, o la extracción de yeso de los páramos.
Es un núcleo dentro de la Comunidad de Villa y Tierra de Íscar.
En 1732 por Real Decreto de Felipe V, Pedrajas se convierte en Villa y deja de estar bajo la jurisdicción de Íscar. Es entonces cuando surge el Ayuntamiento que se instalará en su ubicación actual en la plaza Mayor. Su nombre desde entonces será Villa de las Pedraxas de San Esteban en honor a su patrón, perteneciendo a la provincia y diócesis de Segovia.

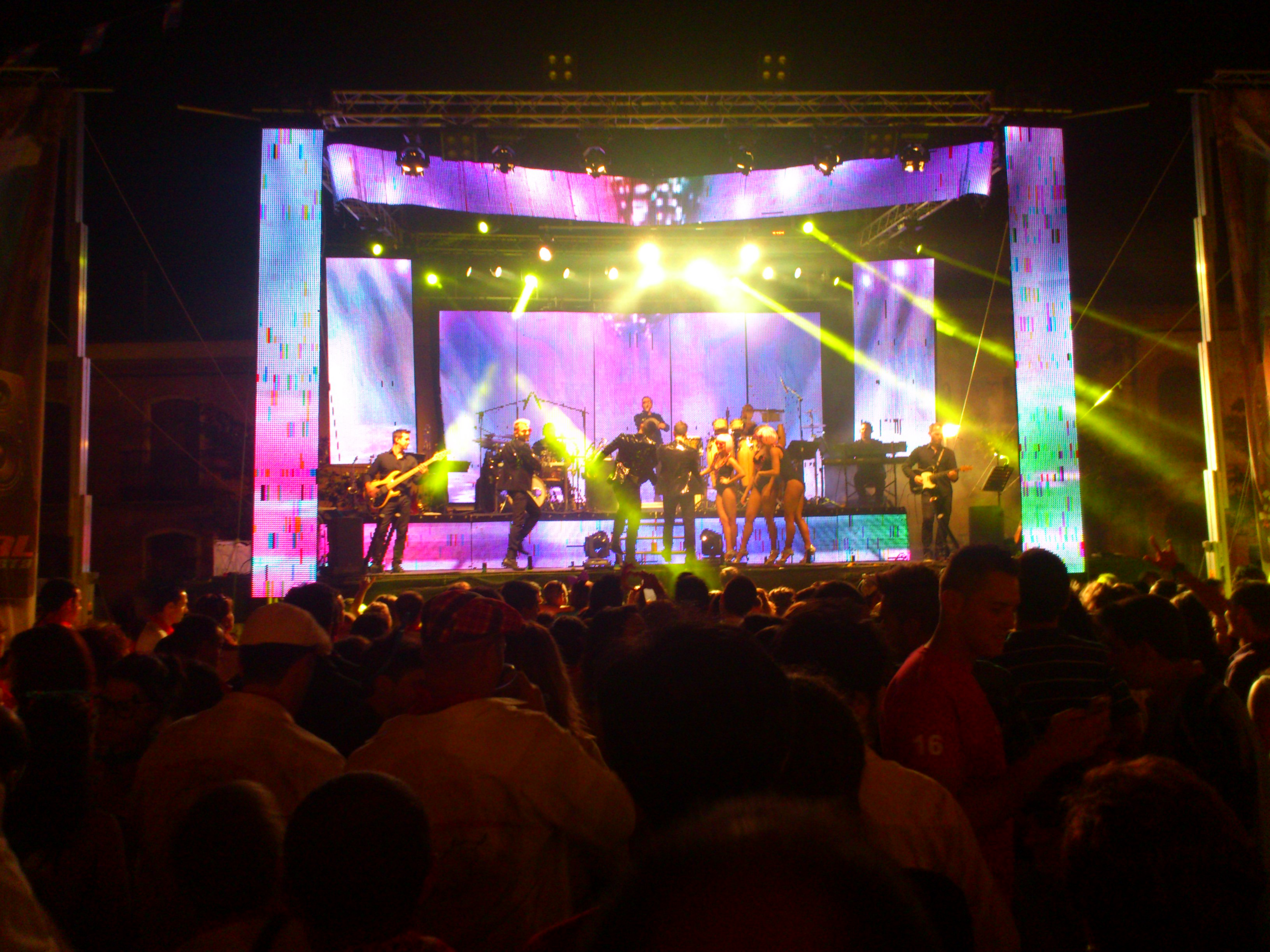
Verbena en las fiestas de San Agustín, año 2014

En 1833 se realiza una nueva división provincial y Pedrajas pasa a pertenecer a la provincia de Valladolid. Tras la creación de la carretera de Íscar a Olmedo (actual CL-602), Pedrajas comienza a extenderse hacia el sur, hasta dicha vía. Pero no será hasta los años 40 y 50 del siglo XX cuando traspase la carretera con la construcción del barrio de Corea (oficialmente San Juan) y el municipio se adentre en los pinares meridionales.
En 1952, un pedrisco (granizada) asoló el municipio destruyendo la mayoría de los tejados de las casas. El granizo era del tamaño de limones y sorprendió a Pedrajas con la destrucción de casas y cosechas de la villa piñonera. Solamente quedó en pie una casa y la iglesia que fueron los refugios de muchos de los habitantes de este pueblo. Fue necesaria la ayuda de los vecinos de los municipios cercanos para la reconstrucción de las viviendas, principalmente los vecinos de la limítrofe Alcazarén. La catástrofe apareció en diversos periódicos de tirada nacional y es un hecho muy recordado en la localidad.
En 1955 la parroquia pasa a depender de la archidiócesis de Valladolid.
En 1958 fue un año importante para los pedrajeros ya que su patrona Nuestra Señora de Sacedón, fue Coronada solemnemente por el Arzobispo de Valladolid.
El 10 de mayo de 2008 se inaugura la nueva casa consistorial, con una inversión global de 1,6 millones de euros, una superficie de 400 metros cuadrados y una superficie construida de 1300 metros cuadrados, en el mismo lugar donde se ubicaba el antiguo Ayuntamiento, en la plaza Mayor.

## Geografía humana

### Demografía
Cuenta con una población de 3406 habitantes (INE 2024).
| Gráfica de evolución demográfica de Pedrajas de San Esteban entre 1842 y 2021                                         |
| |
| Población de derecho según los censos de población del INE. Población de hecho según los censos de población del INE. |

El número de habitantes se mantuvo constante hasta 2003 cuando la población ha experimentado un crecimiento considerable debido a la llegada de inmigrantes, principalmente de países del este de Europa y de Iberoamérica.
En el censo oficial elaborado en 1857 cuenta que Pedrajas de San Esteban tenía censados 1069 vecinos.

### Economía

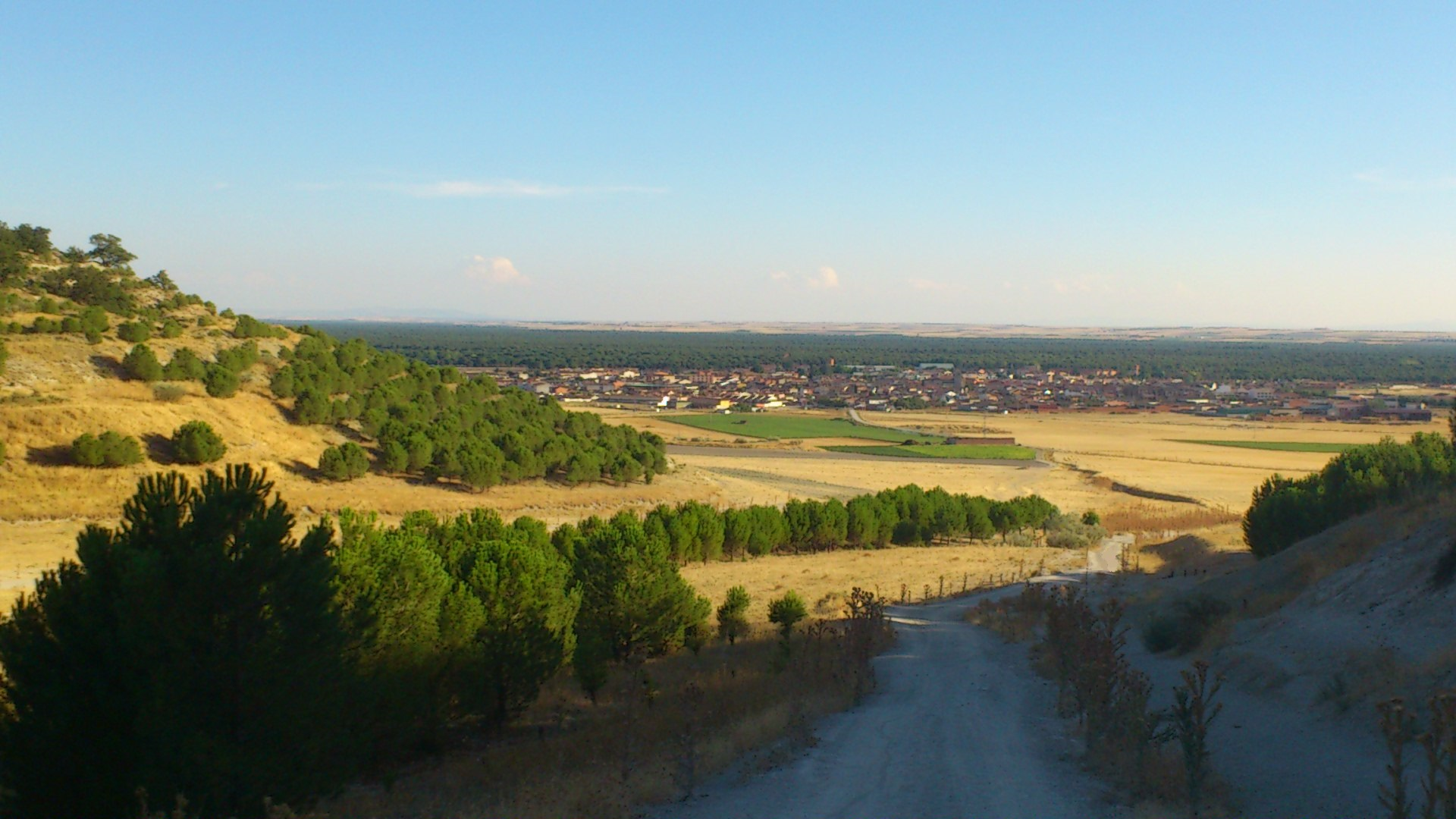
Vista de Pedrajas desde su monte

En la actualidad, los vecinos del municipio, se dedican a la agricultura, la industria y la elaboración del piñón. La tradicional dedicación a esta labor ha convertido a Pedrajas en el pueblo piñonero de Castilla y de España por excelencia.
Es importante el papel que juega la industria de la madera, en la fabricación de puertas principalmente. Así como la industria textil.
La industria de Pedrajas se localiza principalmente en dos sectores: la carretera de Villaverde donde surgió de manera espontánea y el polígono industrial de Los Salvelgueros en la carretera que une Pedrajas e Íscar.

## Administración y política
En las elecciones municipales de 2015 el popular Alfonso Romo Martín resultó elegido alcalde del municipio, a tan solo 17 votos de Sergio Ledo, su anterior regidor.
En las elecciones municipales de 2019 el popular Alfonso Romo Martín revalidó su cargo de alcalde con un concejal más que en las elecciones del 2015, quedando el resultado de las mismas de la siguiente forma: -Partido Popular: 7 concejales
-Partido Socialista Obrero Español: 4 concejales
Tras las elecciones municipales de 2023 el popular Alfonso Romo Martín revalidará el cargo de primer edil de la villa piñonera pero en dichas elecciones como dato novedoso es la entrada de una tercera formación política en el consistorio pedrajero. Los resultados fueron los siguientes:
-Partido Popular: 6 concejales
-Partido Socialista Obrero Español: 4 concejales
-VOX: 1 concejal
| Periodo   | Nombre                   | Partido |
| --------- | ------------------------ | ------- |
| 1979-1983 | Julián Fernández Hurtado | UCD     |
| 1983-1987 | Dionisio Miguel Recio    | AP      |
| 1987-1991 | Dionisio Miguel Recio    | PP      |
| 1991-1995 | Dionisio Miguel Recio    | PP      |
| 1995-1999 | Antonio Martín Martín    | PP      |
| 1999-2003 | Ángel Rincón García      | PP      |
| 2003-2007 | José Luis Sanz Sanz      | PP      |
| 2007-2011 | Sergio Ledo Arranz       | PSOE    |
| 2011-2015 | Sergio Ledo Arranz       | PSOE    |
| 2015-2019 | Alfonso Romo Martín      | PP      |
| 2019-2023 | Alfonso Romo Martín      | PP      |
| 2023-act. | Alfonso Romo Martín      | PP      |

## Patrimonio

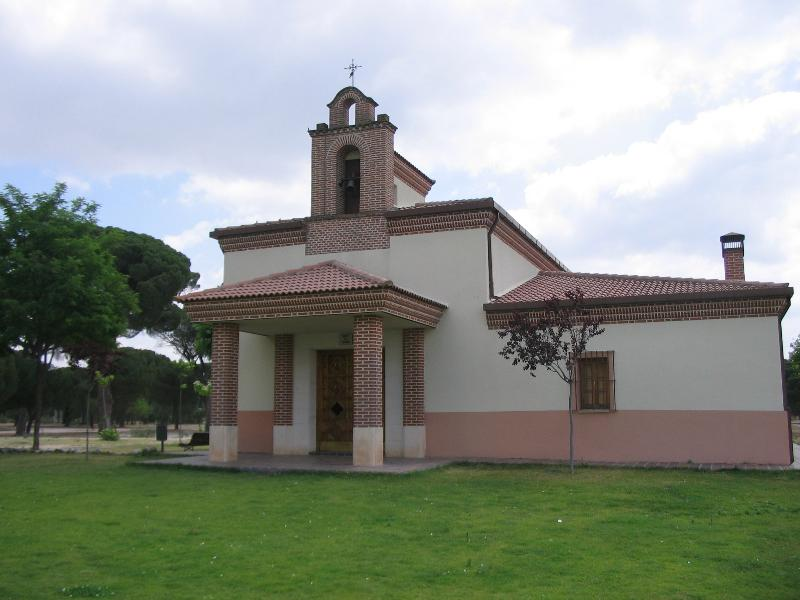
Ermita de Sacedón, en la actualidad

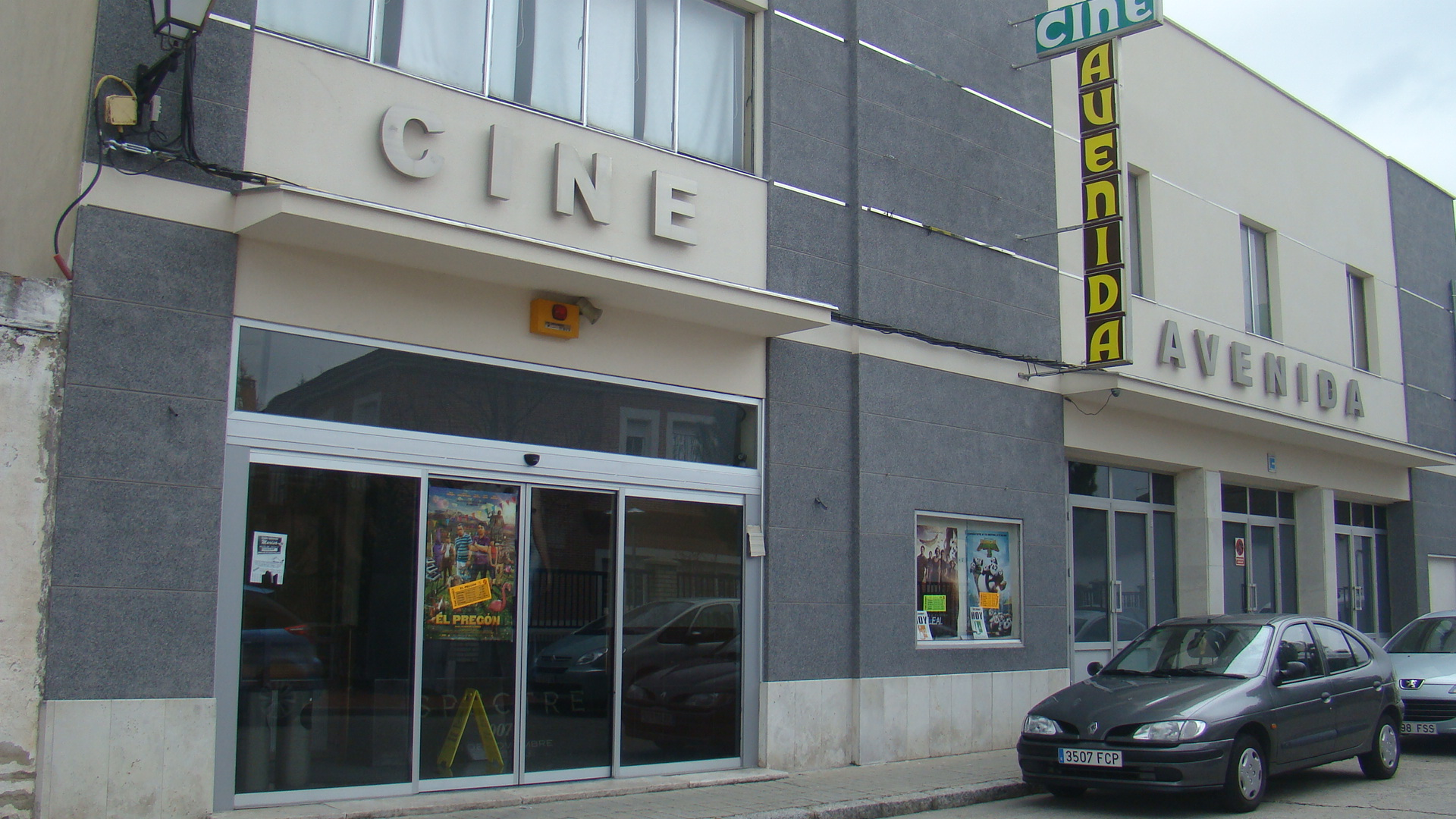
Cine Avenida

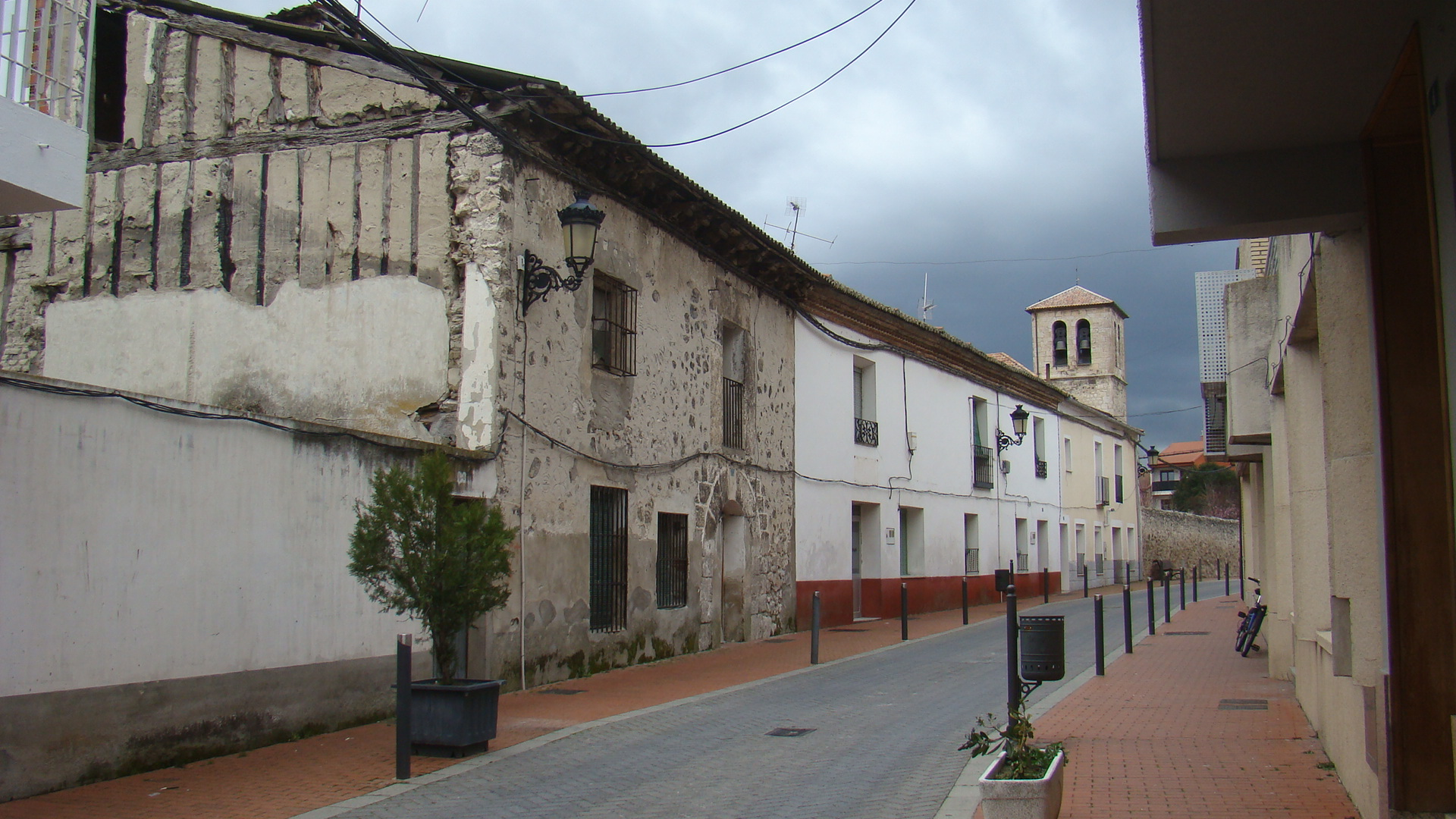
Arquitectura tradicional. Al fondo la torre de la iglesia

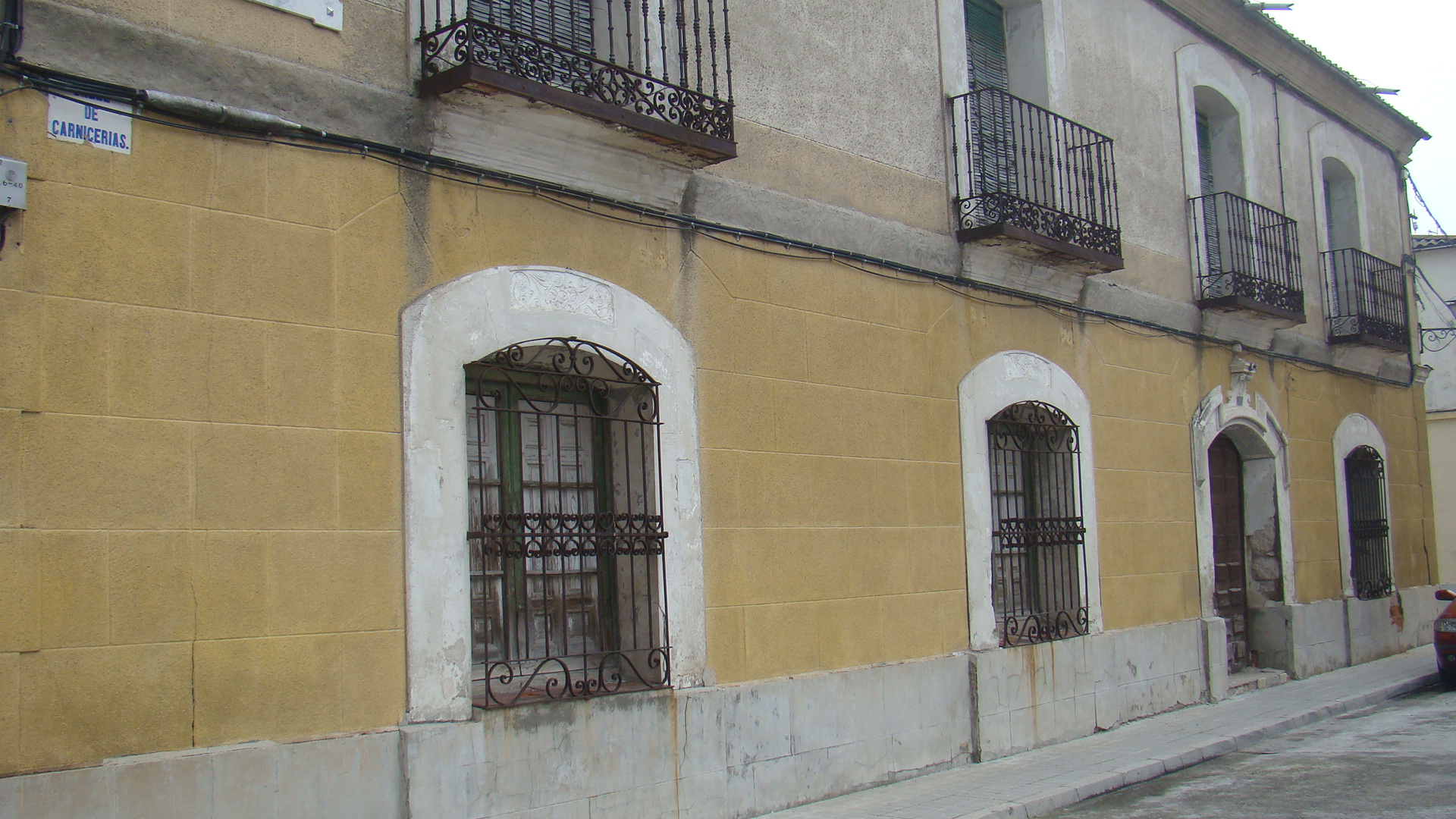
Casa natal del poeta César de Medina Bocos

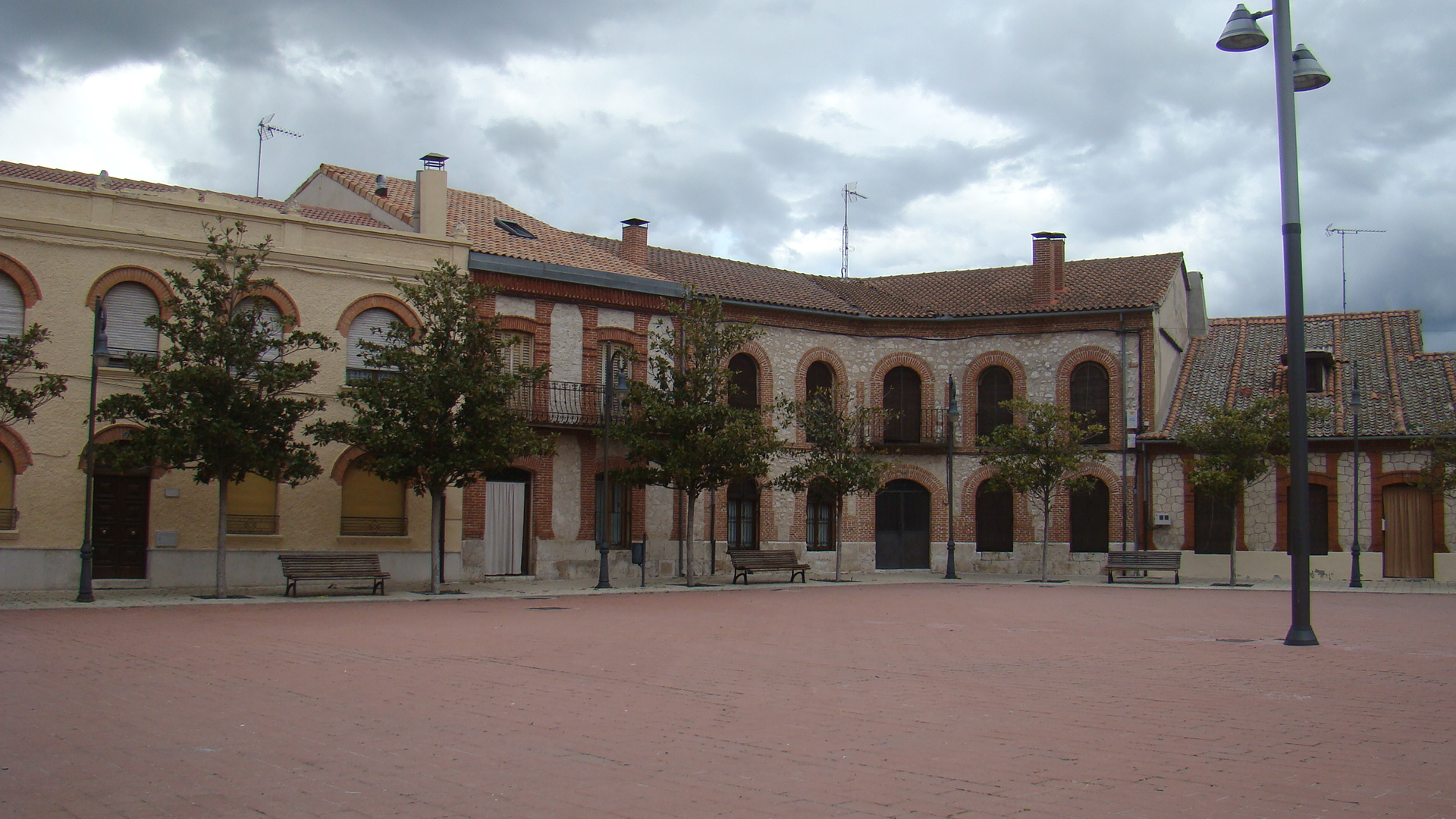
Plaza Mayor

- Iglesia de San Esteban Protomártir: construida durante el primer cuarto del siglo XVIII en estilo barroco, con muros de piedra, una nave cubierta de cañón con lunetas y yeserías, al igual que los brazos del crucero y la capilla mayor. Tienen gran interés artístico los cinco retablos policromados de estilo barroco, con columnas salomónicas, realizados en el siglo XVIII.

- Ermita de Sacedón: situada junto al río Eresma y rodeada de pinos albares, con unas magníficas vistas de la ribera, a 3 kilómetros del casco urbano. En torno al río predominan los sauces silvestres o salgueras de los que proviene el nombre de Salcedón o Sacedón. La ermita se construyó en 1705 pero ha sufrido importantes remodelaciones. Hasta esa fecha había existido otra ermita más abajo, junto al río y la fuente de la Virgen. La Virgen de Sacedón es patrona de los piñeros y de Pedrajas. La imagen es una talla gótica de madera policromada que data del siglo XV. Se encuentra en su ermita durante todo el año, excepto el mes de mayo, cuando los pedrajeros la trasladan a la iglesia de San Esteban. Todos los lunes de Pascua, se celebra la romería en la ermita y su entorno, con misa solemne, procesión, previa subasta de las andas, feria, y bailes de jotas al son de las dulzainas.

- Cine Avenida: Es el cine más antiguo aún en uso de la provincia de Valladolid. Fue abierto en 1946 con el nombre de Cine Español y se estrenó con la proyección de Gilda de Charles Vidor protagonizada por Rita Hayworth y Glenn Ford en sus papeles principales. En 1967 se rebautizó como Cine Avenida. En 2004 se presentó en los cines un nuevo sistema de proyección electrónica vía satélite y tecnología digital respaldado desde el Ministerio de Industria y Tecnología. En 2011 se incorporó un nuevo proyector digital sistema DCI.[4]

## Cultura

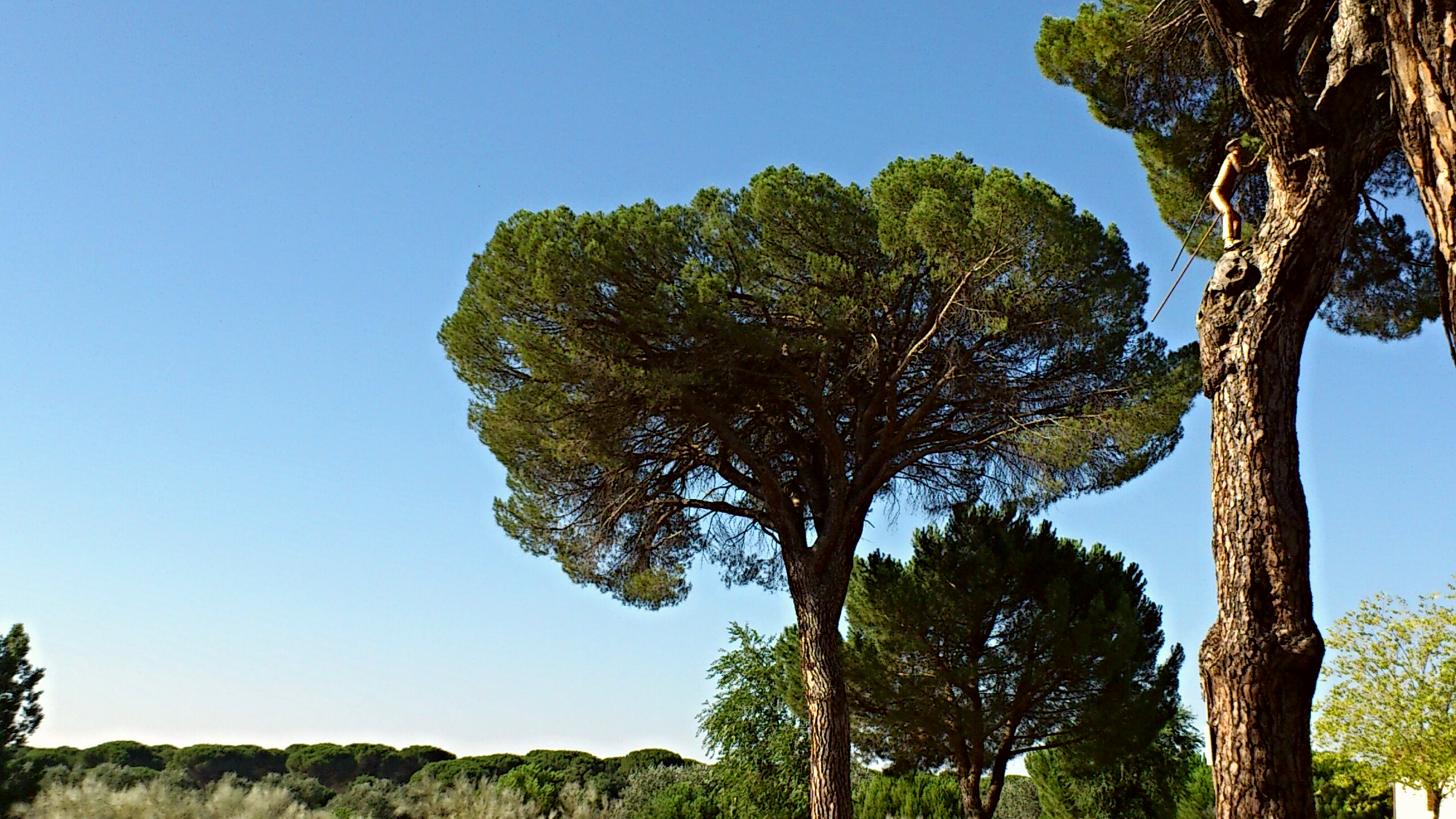
Estatua al piñero. Pinar de Sacedón

Pedrajas de San Esteban cuenta con La Casa de Cultura Eloy Arribas, que acoge la biblioteca municipal, la Escuela de Música, diversas aulas y salas para la realización de actividades culturales y formativas, así como el auditorio municipal.
Pedrajas también es todo un referente en la comarca al disponer de la única sala de cine de la comarca, el Cine Avenida, de explotación familiar, y que cuenta con todos los avances técnicos para ofrecer una variada programación estable.

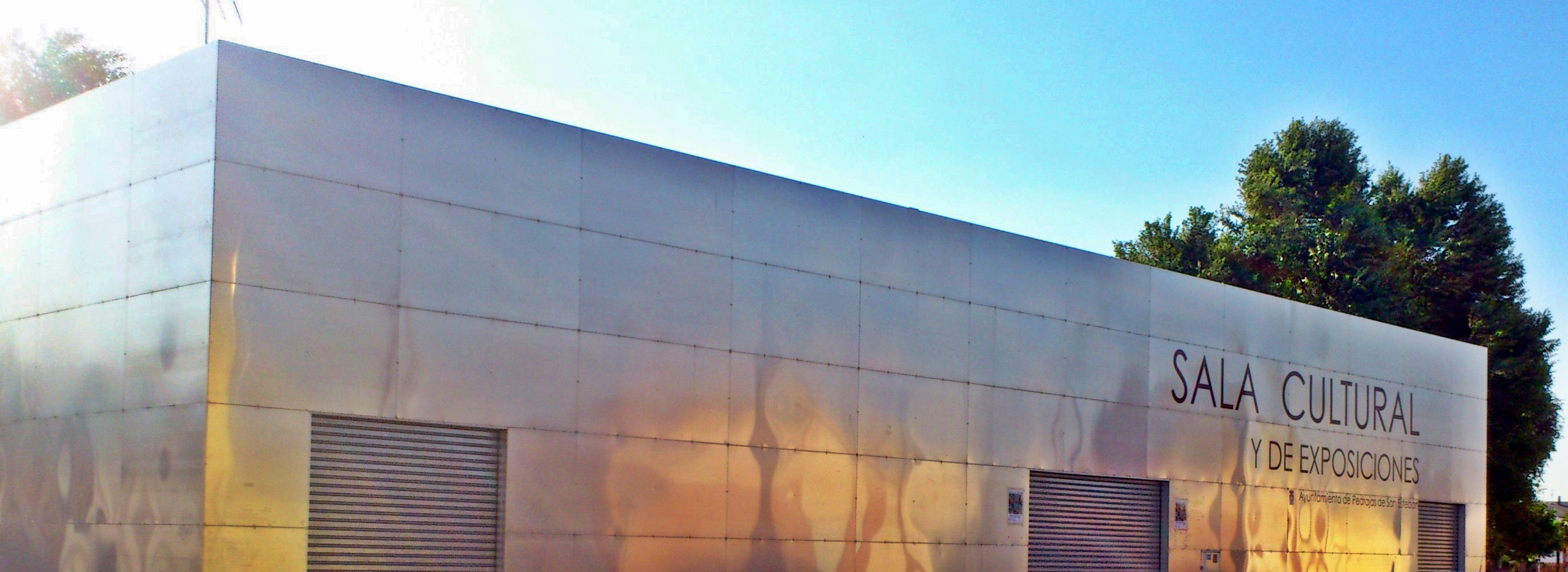
Sala de exposiciones

Desde 2001 se realizan todos los otoños las Jornadas Micológicas en el que tienen lugar exposiciones de setas liofilizadas, la degustación de platos elaborados con diferentes clases de hongos y setas y talleres de cocina micológica.
Pedrajas cuenta con un gran movimiento asociativo, siendo habituales las actividades culturales organizadas por las asociaciones que se encuentran en el municipio. Entre otras existen la asociación Flamenca El Lerele, la asociación juvenil de Pedrajas, la asociación indie-rock Eres+ o la asociación cultural deportiva Zarandaja.
En la calle Pinar se sitúa la sala de exposiciones, un edificio en el que se albergan exposiciones (habitualmente de pintura o escultura) que cambian cada dos meses aproximadamente. Recientemente la Asociación 'Eres+' organiza conciertos de jazz en dicha sala. Se puede visitar los fines de semana y festivos.
Desde febrero de 2014 Pedrajas cuenta con una emisora municipal de radio, Radio Pedrajas 98.4fm, gestionada por el Ayuntamiento y los vecinos voluntarios que realizan programas en ella. Su estudio está situado dentro del Espacio Joven, en la calle Real Nueva.

### Fiestas

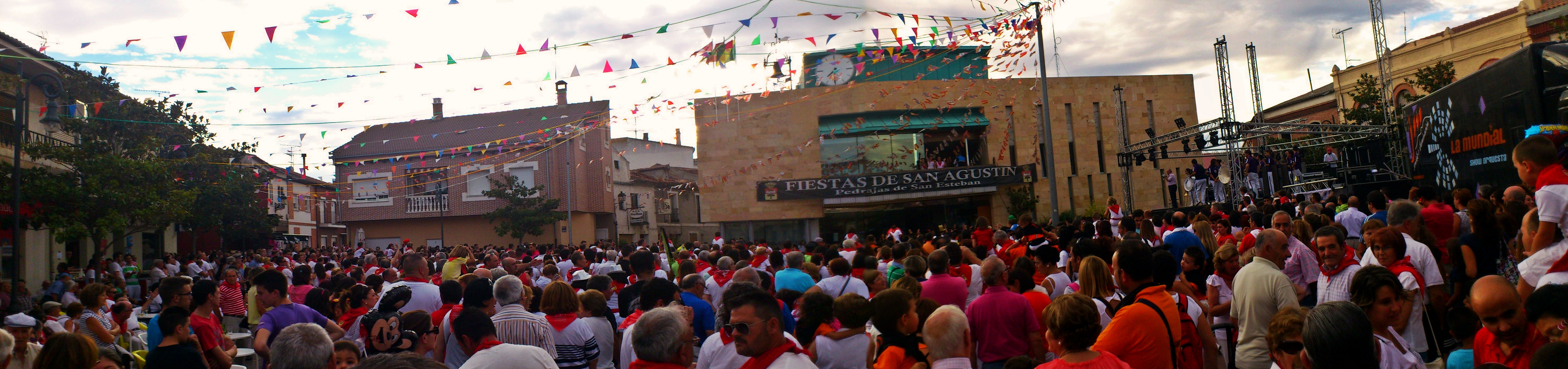
¡Agua va! 2014. Fiestas de San Agustín

- Lunes de Pascua: Romería hasta la ermita de la Virgen de Sacedón. Sacan su imagen en procesión por la pradera. Al son de la dulzaina y el tamboril se bailan jotas en honor a la patrona.
- 3 de agosto: Invención de San Esteban. Pregón y elección de reinas de las fiestas.
- 28 de agosto: San Agustín. Fiestas grandes.

## Municipios hermanados
- Saint Nolff, municipio de la Bretaña Francesa, desde el 31 de marzo de 1991.
- Mola di Bari, municipio italiano, desde el 13 de julio de 2012.